# 山本佳志
山本 佳志（やまもと けいし、1988年6月21日 - ）は、日本の俳優、歌手、モデル。6人組昭和歌謡&ポップスグループ SHOW-WAのメンバー。奈良県奈良市出身。ジャパン・ミュージックエンターテインメント（イー・コンセプト）所属。

## 略歴
高校卒業後、アメリカの大学に進学。2011年3月よりハリウッドにあるM MODEL MANAGEMENTに所属し、モデル・俳優として活動を始める。
2023年7月25日、6人組昭和歌謡&ポップスグループ「SHOW-WA」を結成。
2024年に地元・奈良県奈良市の観光大使に任命される。

## 人物
- 趣味：スポーツ全般、旅、ドライブ、ボクシング[3]。
- 特技：英語、歌、野球、バレーボール、バイオリン、殺陣[3]。

## 出演

### 映画
- Independent Film『AKIRA Legend』（2011年8月）
- Independent Film『RAIKO』（2011年10月）
- 人魚の眠る家（2018年11月16日公開、松竹）
- 今日も嫌がらせ弁当（2019年6月28日公開、ショウゲート） - 谷山先生 役

### テレビドラマ
- 愛を乞うひと（2017年1月11日、読売テレビ・日本テレビ）
- 冬芽の人（2017年4月5日、テレビ東京）
- 居酒屋ふじ 第10話（2017年9月10日、テレビ東京）
- フリンジマン〜愛人の作り方教えます〜 第8話（2017年11月25日、テレビ東京）
- 民衆の敵〜世の中、おかしくないですか!?〜 第8話 - 最終話（2017年12月11日 - 25日、フジテレビ） - 一条康大 役
- 星屑リベンジャーズ 第2話（2018年7月30日、AbemaTV / 名古屋テレビ）
- 痛快TV スカッとジャパン ショートドラマ（2018年8月27日、フジテレビ）
- 琥珀の夢（2018年10月5日、テレビ東京）
- ボイス 110緊急指令室 第5話（2019年8月10日、日本テレビ）
- W県警の悲劇 第4話（2019年8月17日、BSテレ東）
- 刑事ゼロ スペシャル1（2019年9月15日、テレビ朝日） - 森沢治彦 役

### 舞台
- 碧空の狂詩曲〜お市の方外伝〜（2012年）
- 竜二〜お父さんの遺した映画〜（2018年）
- PSYCHO-PASS サイコパス Chapter1―犯罪係数―（2019年）
- 舞台「BASARA」（2022年）
- 氷川きよし 特別公演（2022年）
- 波濤を越えて（2022年）

### ミュージック・ビデオ
- 「Next to U」by Chris Brown feat. Justin Bieber（2011年5月）

### CM
- PEPSI NEX JAPAN『People』編（2011年6月）